# Вертне (село)
Вертне (рос. Вёртное) — село в Думіницькому районі Калузької області Російської Федерації.
Населення становить 345 осіб. Входить до складу муніципального утворення Село Вертне.

## Історія
Від 2004 року входить до складу муніципального утворення Село Вертне.

## Населення
| 2002 | 2010 |
| ---- | ---- |
| 357  | ↘345 |